# Басемберг
Басемберг (фр. Bassemberg) насеље је и општина у источној Француској у региону Алзас, у департману Доња Рајна која припада префектури Селестат Ерштајн.
По подацима из 2011. године у општини је живело 265 становника, а густина насељености је износила 148,88 становника/km². Општина се простире на површини од 1,78 km². Налази се на средњој надморској висини од 280 метара (максималној 616 m, а минималној 275 m).

## Демографија
| 1962. | 1968. | 1975. | 1982. | 1990. | 1999. | 2011. |
| ----- | ----- | ----- | ----- | ----- | ----- | ----- |
| 213   | 216   | 197   | 187   | 234   | 232   | 265   |

График промене броја становника у току последњих година